# Juan de Velasco (Chimborazo)
Juan de Velasco ist eine Ortschaft und eine Parroquia rural („ländliches Kirchspiel“) im Kanton Colta der ecuadorianischen Provinz Chimborazo. Die Parroquia besitzt eine Fläche von 265,7 km². Die Einwohnerzahl lag im Jahr 2010 bei 3918.

## Lage
Die Parroquia Juan de Velasco liegt im Westen der Provinz Chimborazo. Das Gebiet liegt an der Westflanke der Cordillera Occidental. Entlang der östlichen Verwaltungsgrenze verläuft die kontinentale Wasserscheide. Im Westen wird die Parroquia von dem nach Süden fließenden Río Chimbo begrenzt, der das Areal auch entwässert. Im Nordwesten und im Südwesten wird das Verwaltungsgebiet von dessen Zuflüssen Río Algodón Zaruna und Río Pangor begrenzt. Der 3140 m hoch gelegene Hauptort Juan de Velasco befindet sich 18,5 km südwestlich vom Kantonshauptort Villa La Unión. Die Fernstraße E487 (Villa La Unión–Cumandá) führt an Juan de Velasco vorbei.
Die Parroquia Juan de Velasco grenzt im Nordosten an die Parroquia Cañi, im Nordosten an die Parroquia Santiago (Kanton San Miguel de Bolívar, Provinz Bolívar) sowie an das Municipio von Villa La Unión, im Osten an die Parroquia Columbe, im Süden an den Kanton Pallatanga sowie im Westen an die Parroquia Chillanes (Kanton Chillanes, Provinz Bolívar).

## Geschichte
Die Parroquia wurde am 4. Oktober 1861 im Kanton Riobamba unter dem Namen "Pangor" gegründet. Am 20. Oktober 1936 wurde der Name der Parroquia in "Juan de Velasco" umgeändert. Gleichzeitig wurde die Parroquia in den Kanton Colta überführt. Namensgeber der Parroquia war der aus Riobamba stammende spanische Jesuitenpater Juan de Velasco, der mehrere Bände zur Geschichte Ecuadors verfasste.